# Jude Bellingham
Jude Victor William Bellingham (sinh ngày 29 tháng 6 năm 2003) là một cầu thủ bóng đá chuyên nghiệp người Anh hiện đang thi đấu ở vị trí tiền vệ cho câu lạc bộ Real Madrid của La Liga và đội tuyển bóng đá quốc gia Anh. Nổi tiếng nhờ lối chơi giàu kỹ thuật, thể lực sung mãn, khả năng xử lý bóng hoàn hảo và nhãn quan chiến thuật tốt, anh được đánh giá là một trong những cầu thủ xuất sắc nhất thế giới trong thế hệ của mình.
Bellingham gia nhập Birmingham City khi còn là đội U-8, trở thành cầu thủ đội một trẻ nhất của câu lạc bộ khi anh ra mắt đội một vào tháng 8 năm 2019, ở tuổi 16 năm, 38 ngày, và chơi thường xuyên trong mùa giải 2019–20. Anh gia nhập Borussia Dortmund vào tháng 7 năm 2020 và trong lần ra sân đầu tiên, anh đã trở thành cầu thủ ghi bàn trẻ nhất từ trước đến nay của họ. Trong ba mùa giải với câu lạc bộ, anh đã có 132 lần ra sân, là thành viên của đội vô địch DFB-Pokal 2020–21 và giúp họ về đích với vị trí á quân tại Bundesliga 2022–23. Anh ký hợp đồng với Real Madrid vào tháng 6 năm 2023.
Bellingham từng đại diện cho đội tuyển Anh ở các các cấp độ U-15, U-16, U-17 và U-21. Anh ra sân lần đầu tiên cho đội tuyển quốc gia vào tháng 11 năm 2020, kể từ đó anh đại diện cho đất nước tham dự tại FIFA World Cup 2022 và hai lần liên tiếp giành ngôi á quân tại hai kỳ UEFA Euro (vào các năm 2020 và 2024).

## Đầu đời
Jude Victor William Bellingham sinh ngày 29 tháng 6 năm 2003 ở Stourbridge, ở Metropolitan Borough of Dudley, West Midlands, con trai cả của Denise và Mark Bellingham. Cha của anh, Mark, cho đến năm 2022, là trung sĩ của West Midlands Police và là một cầu thủ ghi nhiều bàn thắng ở bóng đá không thuộc Liên đoàn. Em trai của Bellingham, Jobe, cũng là một cầu thủ bóng đá. Bellingham theo học trường Priory ở Edgbaston, Birmingham.

## Sự nghiệp câu lạc bộ

### Birmingham City
Bellingham gia nhập Birmingham City với tư cách là một cầu thủ U-8, sau khi chơi cho Stourbridge. Anh chơi cho đội dưới 18 tuổi của họ ở tuổi 14, và ra mắt đội dưới 23 tuổi của họ ở tuổi 15, vào ngày 15 tháng 10 năm 2018 trên sân khách của U-23 Nottingham Forest. Bước vào trận đấu sau một giờ, anh ghi bàn thắng duy nhất ở phút 87 "đi vào ép bóng đi vọt xà ngang sau sức ép của Kyle McFarlane đối với thủ môn, khiến bóng đi vào đường đi của anh ta." Đến tháng 3 năm 2019, anh đã có ba bàn thắng sau mười lần ra sân cho đội dự bị, đã xuất hiện trong danh sách của FourFourTwo về "50 thanh thiếu niên thú vị nhất bóng đá Anh", và được đề cập là mối quan tâm của các câu lạc bộ lớn ở châu Âu. Anh dần dần làm quen với môi trường đội một khi vẫn còn là một cậu học sinh: ngày càng tập luyện nhiều hơn với các đàn anh, anh đi cùng họ vào ngày thi đấu để quan sát, và đi du lịch với tư cách là "cầu thủ thứ 19" cho trận đấu Championship vào tháng 3.
Bellingham đã nhận được học bổng hai năm với Birmingham City bắt đầu vào tháng 7 năm 2019. Anh ấy là một phần của trại huấn luyện đội một ở Bồ Đào Nha, đã chơi và ghi bàn trong giao hữu trước mùa giải, và được trao số áo 22 cho mùa giải 2019–20. Vào ngày 6 tháng 8, khi anh ấy bắt đầu chuyến thăm EFL Cup first round đến Portsmouth, Bellingham trở thành cầu thủ đội một trẻ nhất của Birmingham City. Ở tuổi 16 năm, 38 ngày, anh đã hạ kỷ lục do Trevor Francis lập vào năm 1970 xuống 101 ngày. Anh ấy đã chơi 80 phút trong trận thua 3–0 và là cầu thủ của trận đấu của Birmingham Mail. Anh ấy ra sân lần đầu tiên tại Football League 19 ngày sau, với tư cách là người vào sân trong hiệp hai substitute trong trận thua 0–3 trước Swansea City, và trận ra mắt sân nhà của anh ấy vào ngày 31 tháng 8 trước Stoke City. Thay thế Jefferson Montero bị thương sau nửa giờ, Bellingham đã ghi bàn thắng quyết định – mặc dù thông qua một pha phá bóng hào phóng – khi Birmingham ngược dòng dẫn trước 1–0 để đánh bại Stoke 2–1, và do đó trở thành cầu thủ ghi bàn trẻ nhất từ trước đến nay của họ, 16 tuổi 63 ngày. Anh ấy bắt đầu trận đấu tiếp theo, trên sân khách Charlton Athletic hai tuần sau đó, và ghi bàn thắng duy nhất từ pha căng ngang của Kerim Mrabti.

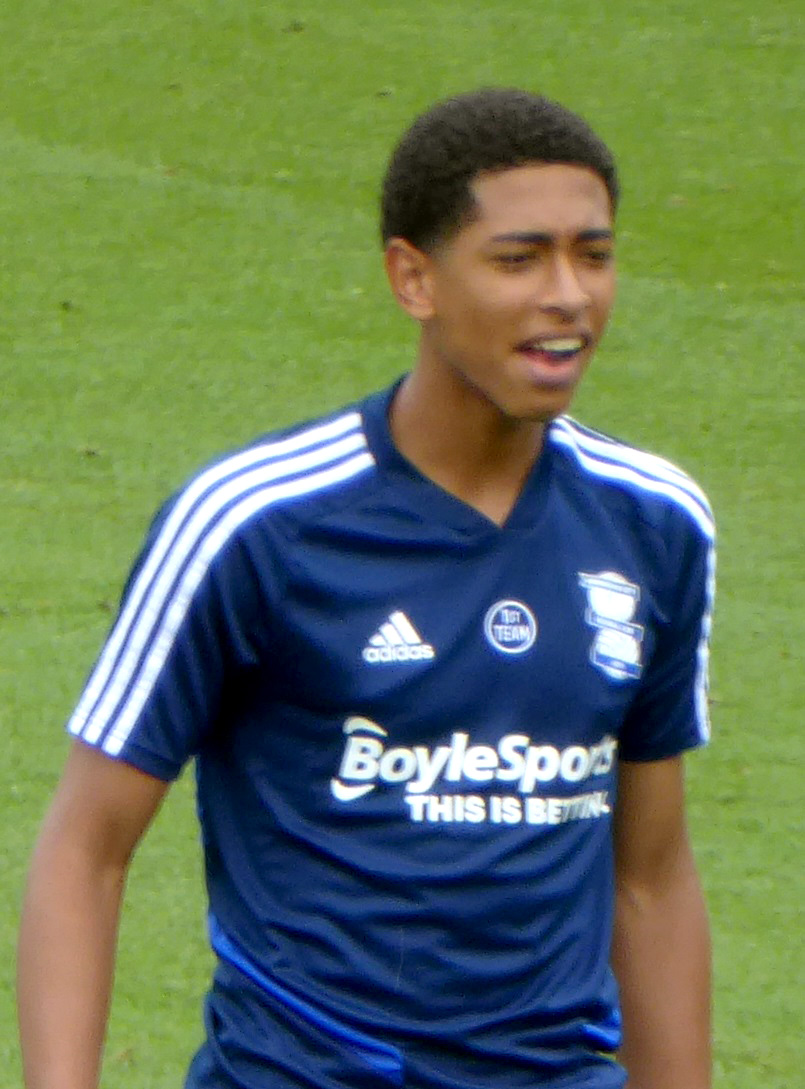
Bellingham với Birmingham City năm 2019

Bellingham tiếp tục là cầu thủ cố định trong đội hình ngày thi đấu, đôi khi là dự bị nhưng chủ yếu là ở đội hình 11 người xuất phát. Anh ấy được đưa vào đội ở cánh trái, chuyển vào tiền vệ trung tâm "nơi anh ấy có thể tự tin hơn", và sau đó được sử dụng "ở vai trò cao cấp hơn" khi nhân viên đã sẵn sàng. chắc chắn anh ấy có thể đương đầu với trách nhiệm. Anh là Cầu thủ trẻ xuất sắc nhất tháng của EFL vào tháng 11 năm 2019. Theo huấn luyện viên trưởng Pep Clotet, bản thân Bellingham "cảm thấy thoải mái hơn ở hàng tiền vệ và thoải mái hơn khi có thể tiến gần hơn đến vòng cấm đối phương."
Anh ấy được cho là sẽ chuyển đến nhiều câu lạc bộ lớn vào tháng 1 năm 2020; vào ngày áp chót, Birmingham được cho là đã từ chối lời đề nghị trị giá 20 triệu bảng từ Manchester United. Bellingham tiếp tục đá chính thường xuyên ở đội một, và vào thời điểm mùa giải tạm dừng vì đại dịch COVID-19, anh ấy đã có 32 lần ra sân ở giải đấu. Anh ấy vẫn là một phần không thể thiếu của đội sau khi mùa giải tiếp tục sau cánh cửa đóng kín, và lập công muộn cho Lukas Jutkiewicz trước Charlton Athletic, giúp vị trí của Birmingham bớt bấp bênh hơn khi vẫn còn hai trận đấu chưa chơi. Anh kết thúc mùa giải với 4 bàn thắng sau 44 lần ra sân trên mọi đấu trường, 41 bàn ở giải VĐQG, giúp Birmingham tránh xuống hạng dù thua trận cuối cùng của mùa giải. Để đánh giá cao những gì Bellingham đã đạt được trong thời gian ngắn với đội một, câu lạc bộ đã thông báo rằng họ sẽ treo chiếc áo số 22 của anh ấy, "để tưởng nhớ một người trong số chúng tôi và để truyền cảm hứng cho những người khác." Tại EFL Awards, anh được vinh danh là Championship Apprentice of the Year và Cầu thủ trẻ của mùa giải EFL.

### Borussia Dortmund
Từ lâu, rõ ràng Bellingham sẽ ra đi vào cuối mùa giải, và được cho rằng anh và cha của anh đã đến thăm một số câu lạc bộ lớn, trong đó câu lạc bộ Manchester United và Bundesliga Borussia Dortmund là hai câu lạc bộ anh yêu thích. Anh ấn tượng với Dortmund bởi, họ tận dụng cầu thủ trẻ nhiều, bằng chứng là Jadon Sancho, điều đó đã biến điểm đến tiếp theo của anh là Borussia Dortmund. Vào ngày 16 tháng 7, anh đã bay tới Đức để kiểm tra sức khỏe, việc chuyển nhượng đã được xác nhận bốn ngày sau đó, anh sẽ gia nhập Borussia Dortmund sau trận đấu cuối cùng của mùa giải ở Birmingham. Khoản phí này không được tiết lộ, nhưng Sky Sports tiết lộ là 25 triệu bảng - khiến anh trở thành cầu thủ 17 tuổi có mức phí chuyển nhượng đắt nhất trong lịch sử - cộng với "vài triệu" phụ thuộc vào các tiêu chí liên quan đến hiệu suất.

#### 2020–2021: Chuyển nhượng và thành tích phá kỷ lục

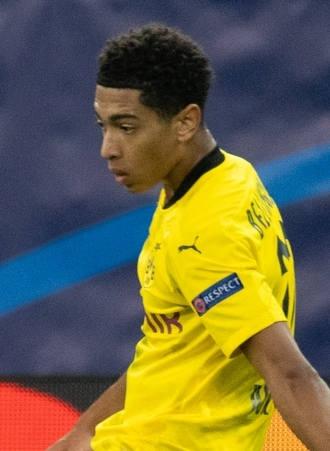
Bellingham đá cho Dortmund năm 2020

Bellingham ra mắt vào ngày 14 tháng 9 năm 2020, bắt đầu trận đấu đầu tiên của mùa giải 2020–21 gặp đội hạng ba MSV Duisburg tại DFB-Pokal, ở tuổi 17, 77 ngày. Sau nửa giờ, anh ghi bàn thắng thứ hai trong chiến thắng 5–0, trở thành cầu thủ ghi bàn trẻ nhất của câu lạc bộ tại DFB-Pokal, rút ngắn sáu ngày so với kỷ lục của Giovanni Reyna, cũng như là cầu thủ ghi bàn trẻ nhất của họ trong bất kỳ trận đấu chính thức nào, phá vỡ kỷ lục của Nuri Şahin năm ngày. Năm ngày sau, anh đánh dấu trận ra mắt giải đấu của mình bằng pha kiến tạo cho bàn thắng mở tỷ số của Reyna trong chiến thắng 3–0 trước Borussia Mönchengladbach và được vinh danh là Tân binh của tháng tại Bundesliga vào tháng 9. Khi Bellingham đối đầu với Lazio ở vòng bảng vào ngày 20 tháng 10, ở tuổi 17 và 113 ngày, anh đã trở thành cầu thủ người Anh trẻ nhất bắt đầu một trận đấu UEFA Champions League, phá vỡ kỷ lục trước đó do Phil Foden thiết lập.
Trong ba tháng đầu tiên của mùa giải, Bellingham là cầu thủ thường xuyên ra sân ở mọi đấu trường, với sáu lần đá chính và bảy lần vào sân thay người tại Bundesliga cũng như bốn lần ra sân ngay từ đầu tại Champions League. Anh đã bỏ lỡ hai trận đấu đầu tiên của năm 2021 vì chấn thương ở chân, nhưng đã trở lại thi đấu với tư cách là cầu thủ đá chính ngày càng thường xuyên. Anh đã ghi bàn thắng đầu tiên tại Bundesliga từ cú đánh đầu của Reyna để cân bằng tỷ số với VfB Stuttgart vào đầu hiệp hai trong chiến thắng 3–2 vào ngày 10 tháng 4. Bàn thắng đầu tiên của anh tại Champions League đến bốn ngày sau đó trước Manchester City ở trận lượt về tứ kết, nhưng Dortmund không thể giữ được lợi thế bàn thắng sân khách. Bellingham ra sân ngay từ đầu trong chiến thắng 4–1 của Dortmund trước RB Leipzig tại trận chung kết DFB-Pokal 2021. Anh đã bị phạt thẻ trong hiệp một và được Thorgan Hazard thay thế vào giờ nghỉ giải lao khi đội của anh đang dẫn trước 3–0. Anh ấy kết thúc mùa giải với 29 lần ra sân và một bàn thắng ở Bundesliga, 46 lần ra sân và bốn bàn thắng trên mọi đấu trường, và được các đồng đội bầu chọn là Tân binh của mùa giải. Bellingham là á quân sau Pedri của Barcelona tại Giải thưởng Cúp Kopa 2021, được trao cho cầu thủ nam dưới 21 tuổi xuất sắc nhất thế giới theo bình chọn của những người từng giành giải Quả bóng vàng.

#### 2021–2023: Thành tích ổn định và về đích ở vị trí thứ hai
Vào ngày 4 tháng 12 năm 2021, Bellingham đã chơi trong trận Der Klassiker với Bayern Munich. Anh ấy đã kiến tạo cho cả hai bàn thắng của Dortmund, nhưng Bayern đã giành chiến thắng trong trận đấu với tỷ số 3–2 thông qua quả phạt đền ở phút 77 được trao sau sự tham gia kéo dài của VAR. Trước đó trong trận đấu, hai tình huống tiềm năng được hưởng phạt đền của Dortmund đã bị trọng tài Felix Zwayer bác bỏ, người đã từ chối xem xét cả hai. Khi được Viaplay phỏng vấn trực tiếp ngay sau trận đấu, Bellingham đã chỉ trích các quyết định của Zwayer và đề cập đến vai trò của ông ta trong vụ bê bối dàn xếp tỷ số bóng đá Đức năm 2005, nói rằng: "Bạn trao cho một trọng tài đã từng dàn xếp tỷ số trước đó bắt chính trận đấu lớn nhất ở Đức. Bạn mong đợi điều gì?" Hiệp hội bóng đá Đức (DFB) đã viết thư cho Bellingham yêu cầu anh đưa ra lời nhận xét một cách khẩn trương, và anh đã bị phạt 40.000 euro.
Vào ngày 22 tháng 10 năm 2022, Bellingham ghi hai bàn trong chiến thắng 5–0 trước Stuttgart đưa Borussia Dortmund vào top bốn; bàn đầu tiên của anh mở tỷ số từ một tình huống phản công nhanh mà anh vừa là người bắt đầu mà cũng vừa là người kết thúc, bàn thứ hai của anh là một cú sút xoáy hiểm hóc vào đầu hiệp hai. Vào ngày cuối cùng của mùa giải Bundesliga, Dortmund cần đánh bại Mainz 05 để đảm bảo chức vô địch giải đấu. Bellingham ngồi dự bị vì chấn thương đầu gối và không được sử dụng. Dortmund đã cố gắng hòa sau khi bị dẫn trước 2–0, nhưng bàn thắng quyết định ở phút 89 của Bayern Munich trước 1. FC Köln là đủ để đưa họ vượt lên dẫn trước về hiệu số bàn thắng bại . Sau trận đấu, Bellingham đã đẩy máy quay ra xa khi rời khỏi sân. Vào ngày cuối cùng của mùa giải Bundesliga, Dortmund cần đánh bại Mainz 05 để đảm bảo chức vô địch giải đấu. Bellingham ngồi dự bị vì chấn thương đầu gối và không được sử dụng. Dortmund đã cố gắng hòa sau khi bị dẫn trước 2–0, nhưng bàn thắng quyết định ở phút 89 của Bayern Munich trước 1. FC Köln là đủ để đưa họ vượt lên dẫn trước về hiệu số bàn thắng bại. Sau trận đấu, Bellingham đã đẩy máy quay ra xa khi rời khỏi sân. Màn trình diễn của anh đã giúp anh giành được giải Cầu thủ xuất sắc nhất mùa giải của Bundesliga. Sau khi về nhì hai năm trước đó, Bellingham đã giành được Cúp Kopa năm 2023 để ghi nhận những màn trình diễn của anh trong mùa giải 2022–23 cho Dortmund và cho đội tuyển Anh tại Giải vô địch bóng đá thế giới 2022. Anh trở thành người Anh đầu tiên nhận giải thưởng này, được trao tại lễ trao giải Quả bóng vàng 2023 vào tháng 10. Anh cũng đứng thứ 18 trong cuộc bình chọn Quả bóng vàng.

### Real Madrid
Ngày 14 tháng 6 năm 2023, Real Madrid thông báo đã ký hợp đồng với Bellingham với thời hạn 6 năm. Thỏa thuận bao gồm phí chuyển nhượng cơ bản là 103 triệu euro, phải trả cho Borussia Dortmund. Khoản phí này có thể tăng lên khoảng 133,9 triệu euro do các tiện ích bổ sung, có thể lên tới 30% số tiền chuyển cố định. Khi ra mắt chính thức, Bellingham đã được trao chiếc áo số 5, anh đã cảm ơn Jesús Vallejo, người mặc số áo khi đó, gọi anh là "một chàng trai thông minh, tài giỏi". Bellingham thừa nhận rằng việc lựa chọn số áo của anh một phần là để "tôn kính" Zinédine Zidane và việc được trao số áo đó là một "vinh dự". Nói về lý do tại sao anh gia nhập Real Madrid, Bellingham đề cập rằng "sự tôn trọng mà nước Anh dành cho Real Madrid rất cao" và anh muốn trở thành một trong những cầu thủ sẽ góp phần vào "lịch sử vĩ đại" của đội bóng. Anh cũng thừa nhận rằng "trái tim anh gần như ngừng đập" khi được thông báo rằng câu lạc bộ Tây Ban Nha muốn ký hợp đồng với anh. Vụ chuyển nhượng được BBC Sport ca ngợi là một vụ chuyển nhượng có "ý nghĩa hoàn hảo", với cựu cầu thủ Real Madrid Steve McManaman nhận xét rằng đó là "một bản hợp đồng thực sự tốt khác" cho Madrid. Birmingham City nhận được khoảng 6 triệu bảng từ vụ chuyển nhượng do điều khoản bán đứt của họ. Anh trở thành cầu thủ người Anh thứ sáu gia nhập Real Madrid trong kỷ nguyên chuyên nghiệp.

#### 2023–2024: Màn ra mắt bùng nổ
Vào ngày 12 tháng 8 năm 2023, Bellingham ra mắt Real và đánh dấu điều đó bằng một bàn thắng, ghi bàn bằng một cú vô lê cận thành từ một quả phạt góc trong chiến thắng 2–0 trước Athletic Bilbao. Anh đã ghi một cú đúp và kiến tạo cho Vinícius Júnior trong chiến thắng 3–1 trên sân khách trước Almería vào ngày 19 tháng 8, Cùng với đó là bàn thắng quyết định khi đối đầu Celta Vigo trong hai trận đấu còn lại của tháng 8 đã giúp anh trở thành cầu thủ ghi nhiều bàn thắng nhất giải đấu và là người Anh đầu tiên nhận giải Cầu thủ xuất sắc nhất tháng của La Liga. Bàn thắng quyết định ở phút 95 trước Getafe vào ngày 2 tháng 9 trong trận đấu đầu tiên của anh tại Santiago Bernabéu mới được cải tạo đã đưa Bellingham trở thành cầu thủ thứ ba (sau Cristiano Ronaldo trong mùa giải 2009–10 và Pepillo trong mùa giải 1959–60) ghi bàn trong mỗi bốn lần ra sân chính thức đầu tiên cho câu lạc bộ.  Ngày 28 tháng 10, Jude Bellingham ghi cú đúp giúp Real lội ngược dòng cảm xúc 2-1 trước Barcelona tại vòng 11 La Liga, dù là lần đầu tiên góp mặt tại một trận El Clásico nhưng Bellingham vẫn thể hiện màn trình diễn rất tự tin và ghi 2 bàn thắng quý giá đặc biệt là bàn thắng thứ nhất khi đó là một cú sút xa rất căng từ ngoài vòng cấm và chân phải của anh đã giơ cao tới hơn 1m7. Bàn thắng đầu tiên của anh ghi vào lưới Barca là bàn thắng thứ 300 của câu lạc bộ anh trong trận El Clásico và giúp anh trở thành cầu thủ người Anh đầu tiên ghi bàn trong trận đấu đó kể từ Michael Owen năm 2005. Bellingham đã lập một số kỷ lục với những bàn thắng này. Huấn luyện viên Carlo Ancelotti của anh ấy nhận xét: "Anh ấy trông giống như một cựu binh, bàn thắng san bằng tỷ số đã hoàn toàn thay đổi trận đấu... Hôm nay anh ấy thật phi thường và khiến mọi người sửng sốt với bàn thắng tuyệt đẹp từ rìa vòng cấm." Bellingham được vinh danh là Cầu thủ xuất sắc nhất tháng của La Liga vào tháng 10.
Ngày 30 tháng 10, Bellingham vượt qua Musiala để giành giải Kopa Trophy cho cầu thủ trẻ xuất sắc nhất năm tại lễ trao giải Quả bóng vàng 2023 sau những màn trình diễn xuất sắc trong màu áo cũ Dortmund và giờ là Real Madrid. Trong cùng buổi lễ trao QBV, Bellingham được vinh danh là người chiến thắng giải Cậu bé vàng năm 2023, một giải thưởng dành cho cầu thủ bóng đá nam dưới 21 tuổi xuất sắc nhất chơi ở các giải đấu hàng đầu châu Âu trong một năm dương lịch. Bellingham bị trật khớp vai trái vào ngày 5 tháng 11 và trở lại thi đấu với Cádiz ba tuần sau đó chỉ vì một cuộc khủng hoảng chấn thương tại câu lạc bộ. Mặc đồ bó sát, anh đã kiến tạo bàn thắng đầu tiên và ghi bàn thứ ba trong chiến thắng 3–0, đưa Madrid lên đầu bảng và tổng số bàn thắng cá nhân của anh lên 14 sau 15 trận đầu tiên, phá vỡ kỷ lục của câu lạc bộ do Pruden, Alfredo Di Stéfano và Cristiano Ronaldo cùng nắm giữ. Trong chiến thắng 4–2 trước Napoli vào ngày 29 tháng 11, Bellingham trở thành cầu thủ đầu tiên ghi bàn trong mỗi lần ra sân đầu tiên tại Champions League cho Real Madrid.
Bellingham ghi hai bàn trong chiến thắng 4–0 trước đối thủ cạnh tranh chức vô địch La Liga Girona vào ngày 10 tháng 2 năm 2024. Anh đã bị đuổi khỏi sân vì phản đối quyết định của trọng tài vào cuối trận hòa 2–2 của Real Madrid với Valencia tại Mestalla vào ngày 2 tháng 3 sau khi bàn thắng quyết định của anh đã bị từ chối vì trọng tài Jesús Gil Manzano đã thổi còi kết thúc trận đấu. Anh đã ghi bàn thắng quyết định trong thời gian bù giờ khi Real Madrid giành chiến thắng trong trận El Clásico với tỷ số 3–2 trên sân nhà vào ngày 21 tháng 4; đó là bàn thắng thứ 21 của anh trong mùa giải và giúp anh trở thành cầu thủ người Anh ghi nhiều bàn thắng nhất mọi thời đại cho Real Madrid, vượt qua Laurie Cunningham và David Beckham. Ngày hôm sau, anh được vinh danh là người giành được Giải thưởng thể thao thế giới Laureus năm 2024 cho sự Đột phá của năm. Anh kết thúc mùa giải trong nước với tư cách là cầu thủ ghi bàn hàng đầu của Real Madrid với 19 bàn thắng và 6 pha kiến tạo khi họ giành chức vô địch La Liga, một màn trình diễn giúp anh giành được giải Cầu thủ xuất sắc nhất mùa giải của La Liga. Đối đầu với câu lạc bộ cũ Borussia Dortmund trong trận chung kết Champions League, Bellingham đã kiến tạo cho Vinícius Júnior để hoàn thành trận đấu với chiến thắng 2–0. Với 4 bàn thắng, 5 đường kiến tạo và độ chính xác chuyền bóng là 90,5%, Bellingham đã được vinh danh là Cầu thủ trẻ xuất sắc nhất mùa giải của UEFA Champions League.

#### 2024–25: Mùa giải thứ hai và Siêu cúp châu Âu
Vào ngày 14 tháng 8 năm 2024, Bellingham bắt đầu mùa giải thứ hai của mình tại Tây Ban Nha, cung cấp đường kiến tạo cho bàn thắng ra mắt của đồng đội mới tại Real là Kylian Mbappé, giúp Madrid đánh bại Atalanta với tỷ số 2–0 để giành Siêu cúp châu Âu, đồng thời giúp Real phá kỷ lục lần thứ sáu giành được danh hiệu này.

## Sự nghiệp quốc tế

### Sự nghiệp cấp độ trẻ
Bellingham đã được trao giải Thành tựu đặc biệt tại đêm trao giải của Học viện Birmingham City 2018 để ghi nhận đội trưởng của đội tuyển Anh dưới 15 tuổi trong mùa giải 2017-18. Vào cuối năm 2018, anh đã ra mắt đội bóng dưới 16 tuổi của Anh, và tiếp tục góp mặt trong bảy trận đấu, ghi bốn bàn thắng, và đội trưởng của đội.
Anh được đưa vào đội hình dưới 17 tuổi của Anh cho Syrenka Cup, một giải đấu giao hữu được tổ chức vào tháng 9 năm 2019 để chuẩn bị cho vòng loại Giải vô địch châu Âu 2020 vào tháng 3 năm sau. Anh ra mắt như một sự thay thế trong trận mở màn của giải đấu Anh, trận thắng Phần Lan 5-0, trong đó anh ghi bàn thắng thứ ba, và làm đội trưởng trong trận đấu thứ hai của họ, trong đó họ trở lại từ một bàn thắng phía sau để đánh bại Áo 4-2 và đủ điều kiện cho trận chung kết. Một lần nữa, Bellingham ghi bàn thắng thứ ba. Anh giữ lại băng đội trưởng cho trận chung kết, trong đó Anh đánh bại chủ nhà Ba Lan trên chấm phạt đền trong trận hòa 2-2, và được bầu là cầu thủ của giải đấu.
Bellingham nhận được lệnh triệu tập đầu tiên vào đội tuyển U-21 Anh cho vòng loại Giải vô địch châu Âu gặp Kosovo và Áo vào tháng 9 năm 2020. Anh trở thành cầu thủ trẻ nhất ra sân cho U-21 Anh khi vào sân thay Tom Davies sau 62 phút của trận đấu với Kosovo vào ngày 4 tháng 9 khi Anh đang dẫn trước 3–0, và ghi bàn sau 85 phút để hoàn tất chiến thắng 6–0.

### Sự nghiệp đội tuyển quốc gia

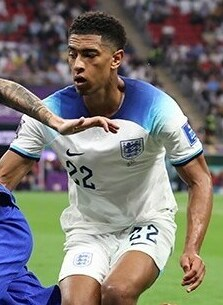
Bellingham chơi cho tại FIFA World Cup 2022

Ngày 12 tháng 11 năm 2020, sau khi James Ward-Prowse và Trent Alexander-Arnold rút lui vì chấn thương, Jude Bellingham được huấn luyện viên Gareth Southgate triệu tập lần đầu vào đội tuyển bóng đá quốc gia Anh lần đầu tiên và được ra sân lần đầu trong trận giao hữu gặp Cộng hòa Ireland tại Wembley vào ngày 12 tháng 11, anh vào sân thay cho Mason Mount ở phút 73' trong chiến thắng 3–0. Ở tuổi 17, 136 ngày, anh trở thành cầu thủ cấp độ quốc tế trẻ thứ ba của Anh; chỉ có Theo Walcott và Wayne Rooney từng xuất hiện ở độ tuổi trẻ hơn. Bellingham được điền tên vào đội hình Anh tham dự giải đấu UEFA Euro 2020, giải đấu đã bị hoãn lại đến tháng 6 năm 2021 vì đại dịch COVID-19. Khi anh vào sân thay người ở phút thứ 82 trong trận mở màn của đội tuyển Anh, trận thắng 1–0 trước Croatia tại Wembley vào ngày 13 tháng 6, ở tuổi 17 và 349 ngày, anh trở thành cầu thủ Anh trẻ nhất chơi ở bất kỳ giải đấu lớn nào và là cầu thủ trẻ nhất của bất kỳ quốc gia nào chơi ở Giải vô địch châu Âu. kỷ lục sau đã bị phá vỡ bởi Kacper Kozłowski của Ba Lan chỉ sáu ngày sau đó.
Bellingham đã ghi bàn thắng đầu tiên cho đội tuyển quốc gia nhờ pha đánh đầu do Luke Shaw kiến tạo để mở tỷ số trong chiến thắng 6–2 của đội tuyển Anh trước Iran trong trận đấu đầu tiên của họ tại World Cup 2022 vào ngày 21 tháng 11 năm 2022, giúp anh trở thành cầu thủ trẻ ghi bàn thứ hai cho đội tuyển Anh tại một kỳ World Cup. Anh cũng thực hiện một pha chạy chỗ và chuyền cho Harry Kane, người chuyền ngang cho Raheem Sterling để ghi bàn thắng thứ ba cho đội tuyển Anh, và chuyền bóng qua Callum Wilson lập công thứ sáu cho Jack Grealish. .Sau đó, anh tiếp tục lập công trong trận đấu vòng 16 đội trước Senegal với một pha chạy chỗ xuyên qua hàng phòng ngự của Senegal, kiến tạo cho Jordan Henderson ghi bàn ở phút thứ 38. Sau đó, anh đóng vai trò quan trọng trong bàn thắng của Harry Kane ở phút thứ ba của thời gian bù giờ trong hiệp một, kiến tạo cho Phil Foden thực hiện pha kiến tạo.

#### UEFA Euro 2024
Bellingham được điền tên trong đội hình 26 cầu thủ của Anh tham dự UEFA Euro 2024. Cú đánh đầu mạnh mẽ của anh từ đường chuyền bị đổi hướng của Bukayo Saka đã mang về chiến thắng 1–0 cho "Tam Sư" trước Serbia và anh được vinh danh là cầu thủ xuất sắc nhất trận đấu.
Anh ghi bàn bằng cú đá xe đạp chổng ngược ở phút thứ 95' trong vòng 16 đội với Slovakia để cân bằng tỷ số 1–1 và đưa trận đấu vào hiệp phụ.  Sau khi ghi bàn gỡ hòa, Bellingham ra hiệu về phía băng ghế dự bị của đội đối thủ bằng cách làm hành động phản cảm giả vờ nắm lấy giữa hai chân của mình, nói rằng đó là trò đùa nội bộ nhắm vào "một số người đồng đội". Sau khi điều tra, UEFA phát hiện anh đã "vi phạm các quy tắc cơ bản về hành vi chuẩn mực", phạt anh 30.000 euro và áp dụng lệnh cấm thi đấu một trận trong vòng 12 tháng.
Bellingham đã chơi trọn vẹn 120 phút của trận tứ kết với Thụy Sĩ, và ghi bàn thắng thứ hai trong loạt sút luân lưu mà Anh đã thắng 5–3. Anh đã vào chung kết, trong đó họ đối đầu với Tây Ban Nha, đội đã vươn lên dẫn trước ngay đầu hiệp hai. Bellingham đã chạm đường chuyền của Saka đến Cole Palmer, người đã gỡ hòa ở phút 73', nhưng Tây Ban Nha đã ghi bàn thắng quyết định vào phút cuối và Anh đã kết thúc giải đấu với vị trí á quân.

## Phong cách thi đấu
Được biết đến với khả năng kiểm soát bóng khéo léo, thể lực và phẩm chất kỹ thuật của mình, Bellingham thường được coi là một trong những tiền vệ xuất sắc và toàn diện nhất thế giới. Anh cũng được biết đến với sự linh hoạt và tầm nhìn bao quát xung quanh của mình. Anh được ca ngợi vì đảm nhiệm nhiều vị trí và phong cách chơi năng động của mình, chơi cả phòng ngự và tấn công đặc biệt, được The Analyst mô tả là một "tiền vệ đa năng". Khả năng chạy và rê bóng tuyệt vời của anh cũng giúp anh nhận được lời khen ngợi, cũng như khả năng chuyển đổi trạng thái nhanh chóng từ phòng ngự sang phản công. Một phân tích của Andy Smith cho Bundesliga mô tả Bellingham là "tiền vệ hoàn chỉnh: một tiền vệ năng động có thể giành bóng và đưa bóng về phía trước, giữ bóng, chống lại áp lực, tìm khoảng trống trong hàng phòng ngự của đối phương, cộng với kiến tạo và ghi bàn". Bellingham được Philipp Lahm mô tả là một "tiền vệ toàn diện", người có thể "rê bóng, chuyền bóng, sút bóng và có động lực ghi bàn", và là người "có thể lực và không sợ hãi, giữ vững lập trường trong các pha tranh chấp và giành được bóng". Phil Foden mô tả Bellingham là "một trong những cầu thủ tài năng nhất mà tôi từng thấy". Paul Scholes cũng khen ngợi Bellingham vào năm 2023, nói rằng "Tôi nghĩ Jude Bellingham ở độ tuổi của anh ấy và những gì anh ấy đã đạt được cho đến nay trong sự nghiệp ngắn ngủi của mình, anh ấy giỏi hơn bất kỳ ai chúng ta từng thấy". Không chỉ vậy, anh cũng đã được so sánh với huyền thoại Zinedine Zidane.
Sau khi chuyển đến Real Madrid vào năm 2023, Bellingham đã đảm nhận một vai trò tiên tiến hơn ở hàng tiền vệ, thường được bố trí ở vị trí số 10 như một tiền vệ tấn công, hoặc thậm chí là một tiền đạo số 9 ảo hoặc tiền đạo thứ hai trong một số trường hợp. Sự thay đổi vị trí này khiến Bellingham đảm nhận một vai trò quan trọng hơn ở phần ba cuối sân và ghi bàn: 10 bàn trong 10 trận đầu tiên cho Madrid.

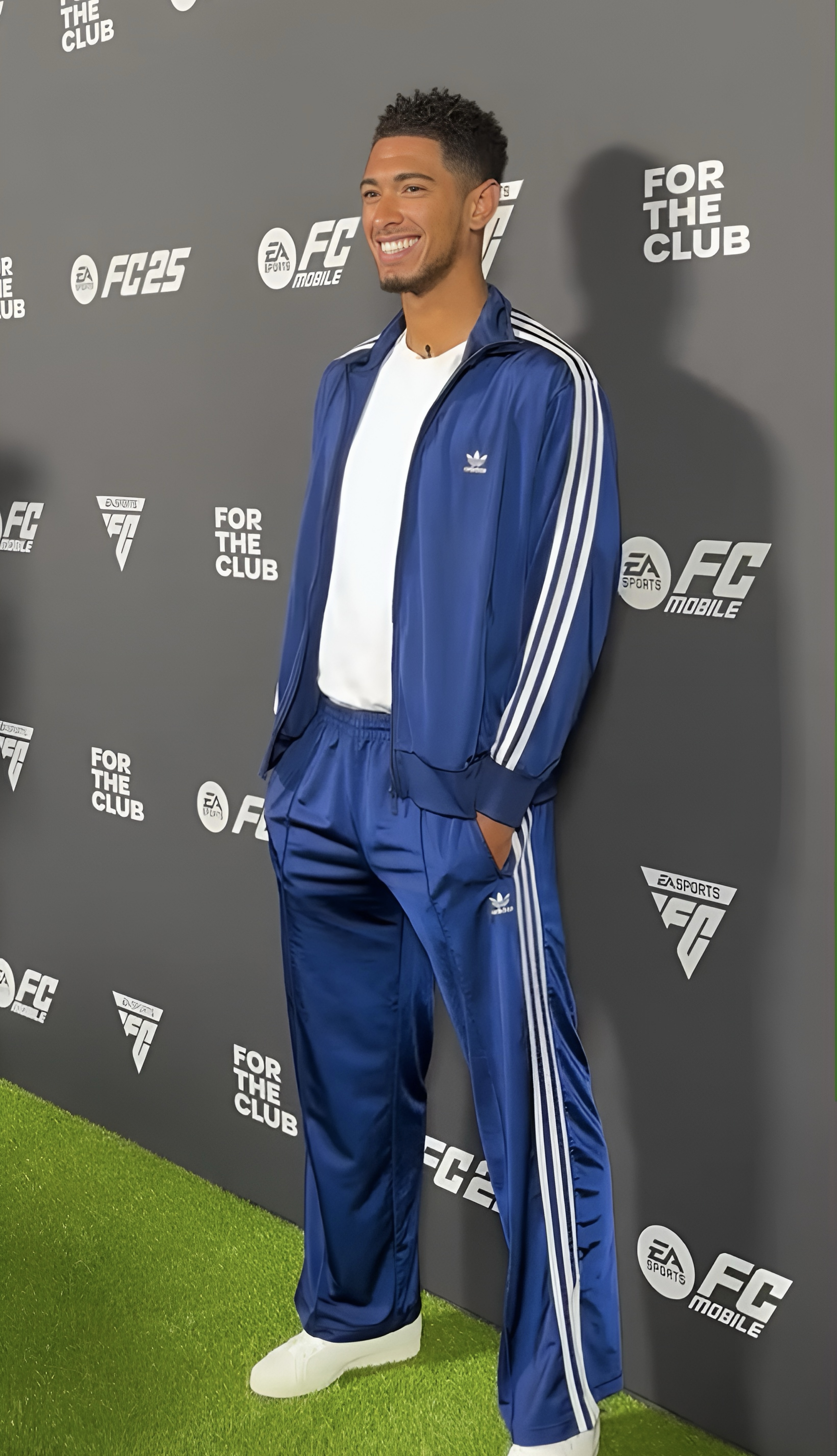
Jude Bellingham trong một sự kiện của EA Sports vào tháng 9 năm 2024.

Tài năng phi thường của anh khi còn là một cầu thủ trẻ đã được khẳng định qua các giải thưởng mà anh đã giành được, bao gồm Cầu thủ trẻ xuất sắc nhất thế giới (U-20) của IFFHS năm 2022 và 2023, và giải thưởng Cậu bé vàng và Cúp Kopa năm 2023. ESPN đánh giá Bellingham là tiền vệ trung tâm số một cho mùa giải 2022–23, và 90min đánh giá anh là tiền vệ trung tâm hàng đầu năm 2022.

## Hoạt động ngoài bóng đá
Vào tháng 6 năm 2024, Bellingham xuất hiện trong chiến dịch quảng cáo quần áo và đồ định hình Skims của Kim Kardashian; buổi chụp ảnh có sự góp mặt của Bellingham làm người mẫu cho đồ lót nam. Vào tháng 7 năm 2024, Adidas đã ra mắt bộ sưu tập chữ ký đầu tiên của Bellingham, bao gồm áo đấu, bộ đồ thể thao, áo phông ringer và quần short, tất cả đều được trang trí bằng logo chữ lồng JB. Vào tháng 8 năm 2024, Louis Vuitton đã vinh danh Bellingham với tên gọi là "Friend of the House", công bố quan hệ đối tác của họ.

## Thống kê sự nghiệp

### Câu lạc bộ
Tính đến 18 tháng 8 năm 2024
| Câu lạc bộ          | Mùa giải            | Giải đấu            | Giải đấu | Giải đấu | Cúp quốc gia | Cúp quốc gia | Cúp liên đoàn | Cúp liên đoàn | Châu Âu | Châu Âu | Khác | Khác | Tổng | Tổng |
| Câu lạc bộ          | Mùa giải            | Hạng                | Trận     | Bàn      | Trận         | Bàn          | Trận          | Bàn           | Trận    | Bàn     | Trận | Bàn  | Trận | Bàn  |
| ------------------- | ------------------- | ------------------- | -------- | -------- | ------------ | ------------ | ------------- | ------------- | ------- | ------- | ---- | ---- | ---- | ---- |
| Birmingham City     | 2019–20             | Championship        | 41       | 4        | 2            | 0            | 1             | 0             | —       | —       | —    | —    | 44   | 4    |
| Borussia Dortmund   | 2020–21             | Bundesliga          | 29       | 1        | 6            | 2            | —             | —             | 10      | 1       | 1    | 0    | 46   | 4    |
| Borussia Dortmund   | 2021–22             | Bundesliga          | 32       | 3        | 3            | 0            | —             | —             | 8       | 3       | 1    | 0    | 44   | 6    |
| Borussia Dortmund   | 2022–23             | Bundesliga          | 31       | 8        | 4            | 2            | —             | —             | 7       | 4       | —    | —    | 42   | 14   |
| Borussia Dortmund   | Tổng cộng           | Tổng cộng           | 92       | 12       | 13           | 4            | —             | —             | 25      | 8       | 2    | 0    | 132  | 24   |
| Real Madrid         | 2023–24             | La Liga             | 28       | 19       | 1            | 0            | —             | —             | 11      | 4       | 2    | 0    | 42   | 23   |
| Real Madrid         | 2024–25             | La Liga             | 1        | 0        | 0            | 0            | —             | —             | 0       | 0       | 1    | 0    | 2    | 0    |
| Tổng cộng sự nghiệp | Tổng cộng sự nghiệp | Tổng cộng sự nghiệp | 161      | 35       | 16           | 4            | 1             | 0             | 36      | 12      | 5    | 0    | 220  | 51   |

1. ↑  Bao gồm Cúp FA, DFB-Pokal, Copa del Rey
2. ↑  Bao gồm EFL Cup
3. 1 2 3  Ra sân tại UEFA Champions League
4. 1 2  Ra sân tại DFL-Supercup
5. ↑  Sáu lần ra sân và 1 bàn thắng tại UEFA Champions League, hai lần ra sân và một bàn thắng tại UEFA Europa League
6. ↑  Ra sân tại Supercopa de España
7. ↑  số lần ra sân tại Siêu cúp bóng đá châu Âu

### Quốc tế
Tính đến ngày 14 tháng 7 năm 2024
| Đội tuyển quốc gia | Năm  | Trận | Bàn |
| ------------------ | ---- | ---- | --- |
| Anh                | 2020 | 1    | 0   |
| Anh                | 2021 | 9    | 0   |
| Anh                | 2022 | 12   | 1   |
| Anh                | 2023 | 4    | 1   |
| Anh                | 2024 | 10   | 3   |
| Tổng               | Tổng | 36   | 5   |

Tính đến ngày 30 tháng 6 năm 2024
Bàn thắng và kết quả của Anh được để trước
| # | Ngày                 | Địa điểm                                  | Số trận | Đối thủ  | Bàn thắng | Kết quả | Giải đấu            |
| - | -------------------- | ----------------------------------------- | ------- | -------- | --------- | ------- | ------------------- |
| 1 | 21 tháng 11 năm 2022 | Sân vận động Quốc tế Khalifa, Doha, Qatar | 18      | Iran     | 1–0       | 6–2     | FIFA World Cup 2022 |
| 2 | 12 tháng 9 năm 2023  | Hampden Park, Glasgow, Scotland           | 26      | Scotland | 2–0       | 3–1     | Giao hữu            |
| 3 | 27 tháng 3 năm 2024  | Sân vận động Wembley, London, Anh         | 29      | Bỉ       | 2–2       | 2–2     | Giao hữu            |
| 4 | 16 tháng 6 năm 2024  | Arena AufSchalke, Gelsenkirchen, Đức      | 30      | Serbia   | 1–0       | 1–0     | UEFA Euro 2024      |
| 5 | 30 tháng 6 năm 2024  | Arena AufSchalke, Gelsenkirchen, Đức      | 33      | Slovakia | 1–1       | 2–1     | UEFA Euro 2024      |

## Danh hiệu
Borussia Dortmund
- DFB-Pokal: 2020–21

Real Madrid
- La Liga: 2023–24[157]
- Supercopa de España: 2023–24
- UEFA Champions League: 2023–24[158]
- UEFA Super Cup: 2024[159]
- FIFA Intercontinental Cup: 2024[160]

U-17 Anh
- Syrenka Cup: 2019 [109]

Anh

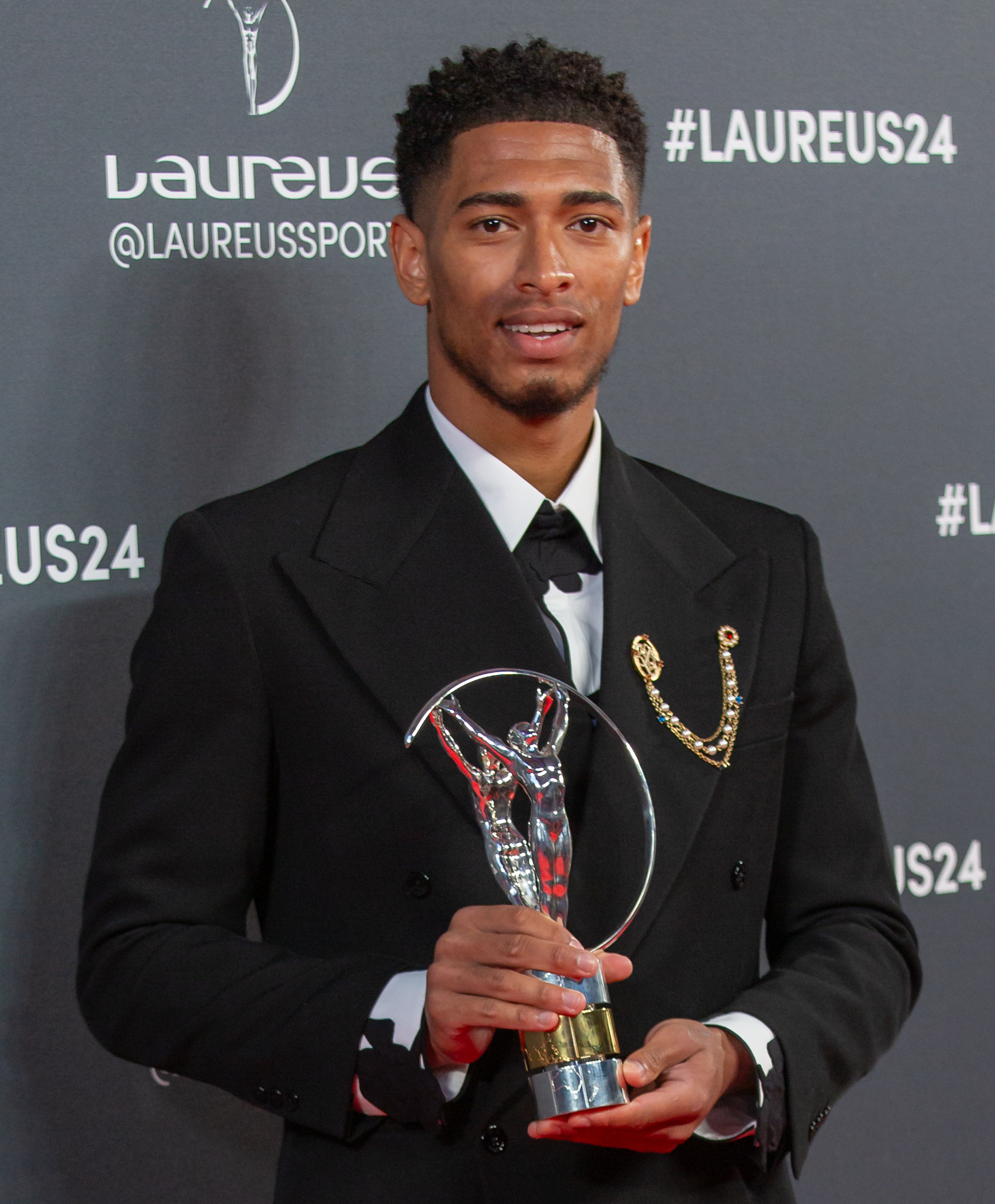
Bellingham với Giải thưởng thể thao thế giới Laureus năm 2024 cho sự Đột phá của năm

- UEFA European Championship á quân: 2020, 2024[161]

Cá nhân
- U15/16 Birmingham City Bàn thắng đẹp nhất mùa giải: 2018 [103]
- Giải thưởng Thành tựu đặc biệt của  Birmingham City: 2018
- Cầu thủ xuất sắc nhất giải đấu Syrenka Cup: 2019 [110]
- Cầu thủ trẻ xuất sắc nhất tháng của EFL: tháng 11 năm 2019 [10]
- Cầu thủ trẻ xuất sắc nhất mùa giải EFL : 2019–20
- Cầu thủ xuất sắc nhất mùa giải Bundesliga : 2022–23
- Đội hình tiêu biểu của Bundesliga : 2021-22, 2022-23
- Kopa Trophy: 2023[162]
- Golden Boy: 2023[149]